# Stacja ekologiczna Itirapina
Stacja ekologiczna Itirapina (port. Estação Ecológica de Itirapina) – stacja ekologiczna w Brazylii, położona w stanie São Paulo na terenie gmin Itirapina (55,57%) i Brotas (44,43%). Stacja ma powierzchnię 2300 hektarów. Utworzona została w 1984 roku. Zarządzana jest przez Instituto Florestal. Stacja została utworzona w celu zachowania różnorodności gatunkowej oraz ochrony pozostałości roślinności typowej dla ekoregionu Cerrado. BirdLife International przyznało jej status ostoi ptaków IBA.

## Fauna
Na terenie stacji występuje 14 gatunków ryb, 28 płazów, 33 ssaków, 38 gadów i 235 ptaków objętych ochroną. Zaliczają się do nich między innymi: puma płowa (Puma concolor), Leopardus guttulus, pampasowiec grzywiasty (Chrysocyon brachyurus), Micrablepharus atticolus, Norops meridionalis, Ameiva jacuba, Kentropyx paulensis, Oxyrhopus rhombifer, Philodryas agassizii, Xenodon nattereri, Bothrops itapetiningae, nandu szare (Rhea americana), derkaczyk rdzawolicy (Laterallus xenopterus), bekas wielki (Gallinago undulata), dzięcioł piaskowy (Veniliornis mixtus), obrożnik rdzawokarkowy (Melanopareia torquata), murawnik brodaty (Polystictus pectoralis), trawniczek (Culicivora caudacuta), figlarz szczotkosterny (Alectrurus tricolor), dzierzbotanagra (Neothraupis fasciata), tanagrówka (Cypsnagra hirundinacea), trznadlówka mała (Emberizoides ypiranganus), ziarnojadek siwy (Sporophila plumbea), ziarnojadek cynamonowy (Sporophila bouvreuil), ziarnojadek melodyjny (Sporophila pileata), koronówka białogardła (Myiothlypis leucophrys), ziarnojadek czarnobrzuchy (Sporophila melanogaster).
Stacja została zakwalifikowana przez BirdLife International jako ostoja ptaków IBA. Pięć występujących tu gatunków ptaków to tzw. „trigger species”, których obecność decyduje o uznaniu danego obszaru za ostoję IBA. Przyznano im kryterium A1 (gatunki globalnie zagrożone). Według Czerwonej księgi gatunków zagrożonych IUCN dwa z nich są gatunkami narażonymi (VU), a trzy gatunkami bliskimi zagrożenia (NT). Są to:
| Gatunek                                    | Kategoria IUCN | Sezonowość występowania | Kryterium IBA |
| ------------------------------------------ | -------------- | ----------------------- | ------------- |
| nandu szare Rhea americana                 | NT             | osiadły                 | A1            |
| murawnik brodaty Polystictus pectoralis    | NT             | nieznana                | A1            |
| trawniczek Culicivora caudacuta            | VU             | osiadły                 | A1            |
| figlarz szczotkosterny Alectrurus tricolor | VU             | nieznana                | A1            |
| dzierzbotanagra Neothraupis fasciata       | NT             | osiadły                 | A1            |

W ciągu ostatnich 2 dekad z obszaru zniknęły m.in. następujące gatunki ptaków: chórzyk (Coryphaspiza melanotis), kusacz mały (Nothura minor), dróżniczek kusy (Geobates poecilopterus), czarnoczubek (Charitospiza eucosma).